# Mulan (Harbin)
Mulan (木蘭縣 / 木兰县,  Mùlán Xiàn) ist ein Kreis der Unterprovinzstadt Harbin in der nordostchinesischen Provinz Heilongjiang. Der Kreis liegt am Nordufer des Mittellaufs des Songhua Jiang. Er hat eine Fläche von 3.173 km² und 176.245 Einwohner (Stand: Zensus 2020). Sein Hauptort ist die Großgemeinde Mulan.

## Administrative Gliederung
Auf Gemeindeebene setzt sich der Kreis aus sechs Großgemeinden und zwei Gemeinden zusammen. Diese sind:
- Großgemeinde Mulan (木兰镇);
- Großgemeinde Dagui (大贵镇);
- Großgemeinde Dongxing (东兴镇);
- Großgemeinde Lidong (利东镇);
- Großgemeinde Liuhe (柳河镇);
- Großgemeinde Xinmin (新民镇);
- Gemeinde Jianguo (建国乡);
- Gemeinde Jixing (吉兴乡).